# Christine Brecht
Christine Brecht (* 1966) ist eine Historikerin und wissenschaftliche Mitarbeiterin am Zentrum für Interdisziplinäre Frauen- und Geschlechterforschung der TU Berlin.

## Werdegang
Christiane Brecht studierte neuere Geschichte, Philosophie und Politikwissenschaft an der TU Berlin. Sie vollendete das Studium durch einen Magisterabschluss mit einer Arbeit zur Sozialgeschichte der Tuberkulose. Von 1997 bis 1999 war sie wissenschaftliche Mitarbeiterin, u. a. am Zentrum für interdisziplinäre Frauen- und Geschlechterforschung an der TU tätig. Ab 2005 bis 2008 war sie am Zentrum für Zeitgeschichtliche Forschung Potsdam sowie als freiberufliche Historikerin in Museen und Ausstellungen tätig. Seit 2013 ist sie Doktorandin am Lehrstuhl für Wissenschaftsgeschichte der Humboldt-Universität zu Berlin. Zudem ist sie seit 2017 Lehrbeauftragte im Studiengang Museumskunde der HTW Berlin.

## Veröffentlichungen (Auswahl)

### Artikel
- Populäres Wissen – Einleitung, in: WerkstattGeschichte 23 (1999), S. 4–12 (zs. mit Barbara Orland).
- Das Publikum belehren – Wissenschaft zelebrieren. Bakterien in der Ausstellung „Volkskrankheiten und ihre Bekämpfung“ von 1903, in: Christoph Gradmann/Thomas Schlich (Hg.), Strategien der Kausalität. Konzeptionen der Krankheitsverursachung im 19. und 20. Jahrhundert, Pfaffenweiler 1999, S. 53–76.
- Displaying the Invisible: ”Volkskrankheiten” on Exhibition in Imperial Germany, in: Studies in the History and Philosophy of Biological and Biomedical Sciences 31 (2000), S. 511–530 (zs. mit Sybilla Nikolow).
- Enthaltsamkeit in Weimar. Oder: Karriere einer Bildtafel, in: Barbara Duden/Karen Hagemann/Regina Schulte/Ulrike Weckel (Hg.), Geschichte in Geschichten. Ein historisches Lesebuch. Festschrift für Karin Hausen, Frankfurt am Main/New York 2003, S. 311–318.

### Rezensionen
- Rezension zu: Susanne Köstering, Natur zum Anschauen. Das Naturkundemuseum des deutschen Kaiserreichs 1871–1914. Köln 2003, in: H-Soz-Kult, 28. November 2003[4]